# México en los Juegos Olímpicos de la Juventud Nankín 2014
México participa en los II Juegos Olímpicos de la Juventud en la ciudad de Nankín, China. Es la segunda participación de México en este evento olímpico, con el Comité Olímpico Mexicano como responsable de este equipo olímpico.

## Atletismo
- 100m femenino - Cecilia Tamayo
- 400 m con vallas femenino - Paola Morán
- Salto de altura femenino - Ximena Esquivel
- 5 km marcha femenino - Valeria Ortuño (Medalla de Plata)
- Lanzamiento de peso femenino - María Fernanda Orozco (Medalla de Plata)
- 10 km marcha masculino - Noel Ali Chama (Medalla de Bronce)
- Lanzamiento de peso masculino - Alejandro Castillo

## Bádminton
2 atletas clasificaron para los eventos de bádminton.
Individuales
| Atleta                               | Evento               | Fase de grupos              | Fase de grupos          | Fase de grupos          | Fase de grupos | Cuartos de final        | Semifinal               | Final                   | Rank |
| Atleta                               | Evento               | Contrincante Puntuación     | Contrincante Puntuación | Contrincante Puntuación | Rank           | Contrincante Puntuación | Contrincante Puntuación | Contrincante Puntuación | Rank |
| ------------------------------------ | -------------------- | --------------------------- | ----------------------- | ----------------------- | -------------- | ----------------------- | ----------------------- | ----------------------- | ---- |
| Luis Ramón Garrido alias "El Monche" | Individual masculino | Coelho P 0-2 (19-21, 16-21) |                         |                         |                |                         |                         |                         |      |
| Sabrina Solís                        | Individual femenino  |                             |                         |                         |                |                         |                         |                         |      |

Dobles
| Atleta                                   | Evento        | Fase de grupos          | Fase de grupos          | Fase de grupos          | Fase de grupos | Cuartos de final        | Semifinal               | Final                   | Rank |
| Atleta                                   | Evento        | Contrincante Puntuación | Contrincante Puntuación | Contrincante Puntuación | Rank           | Contrincante Puntuación | Contrincante Puntuación | Contrincante Puntuación | Rank |
| ---------------------------------------- | ------------- | ----------------------- | ----------------------- | ----------------------- | -------------- | ----------------------- | ----------------------- | ----------------------- | ---- |
| TBD Luis Ramón Garrido alias "El Monche" | Dobles mixtos |                         |                         |                         |                |                         |                         |                         |      |
| Sabrina Solís TBD                        | Dobles mixtos |                         |                         |                         |                |                         |                         |                         |      |

## Boxeo
Masculino
Boys
| Atleta         | Evento | Cuartos de final        | Semifinal               | Final                   | Rank |
| Atleta         | Evento | Contrincante Puntuación | Contrincante Puntuación | Contrincante Puntuación | Rank |
| -------------- | ------ | ----------------------- | ----------------------- | ----------------------- | ---- |
| William Segura | -60 kg |                         |                         |                         |      |

## Canotaje
- Femenino C-1 - Victoria Morales

## Ciclismo
Equipo
| Atletas                                   | Evento           | Eliminación Cross-Country | Eliminación Cross-Country | Contrarreloj | Contrarreloj | Contrarreloj | BMX  | BMX    | Carrera Cross-Country | Carrera Cross-Country | Carrera Cross-Country | Carrera en ruta | Carrera en ruta | Carrera en ruta | Total Pts | Rank |
| Atletas                                   | Evento           | Rank                      | Puntos                    | Tiempo       | Rank         | Puntos       | Rank | Puntos | Tiempo                | Rank                  | Puntos                | Tiempo          | Rank            | Puntos          | Total Pts | Rank |
| ----------------------------------------- | ---------------- | ------------------------- | ------------------------- | ------------ | ------------ | ------------ | ---- | ------ | --------------------- | --------------------- | --------------------- | --------------- | --------------- | --------------- | --------- | ---- |
| José Alfredo Rodríguez José Gerardo Ulloa | Equipo masculino |                           |                           |              |              |              |      |        |                       |                       |                       |                 |                 |                 |           |      |
| Brenda Santoyo Dayana García              | Equipo femenil   |                           |                           |              |              |              |      |        |                       |                       |                       |                 |                 |                 |           |      |

Relevos Mixtos
| Atletas                                                                | Evento               | Cross-Country Femenil | Cross-Country Varonil | Ruta varonil Carrera | Ruta femenil Carrera | Tiempo Total | Rank |
| ---------------------------------------------------------------------- | -------------------- | --------------------- | --------------------- | -------------------- | -------------------- | ------------ | ---- |
| José Alfredo Rodríguez José Gerardo Ulloa Brenda Santoyo Dayana García | Relevos equipo mixto |                       |                       |                      |                      |              |      |

## Clavados
| Atleta                                          | Evento                  | Preliminar | Preliminar | Final      | Final             |
| Atleta                                          | Evento                  | Puntuación | Rank       | Puntuación | Rank              |
| ----------------------------------------------- | ----------------------- | ---------- | ---------- | ---------- | ----------------- |
| Rodrigo Diego                                   | Trampolín 3 m varonil   | 591.85     | 2 Q        | 593.65     | Medalla de plata  |
| Rodrigo Diego                                   | Plataforma 10 m varonil | 484.00     | 3 Q        | 512.75     | Medalla de bronce |
| Alejandra Orozco Loza                           | Trampolín 3 m femenil   | 431.65     | 2 Q        | 398.05     | 6                 |
| Alejandra Orozco Loza                           | Plataforma 10 m femenil | 403.15     | 3 Q        | 430.25     | Medalla de bronce |
| Alejandra Orozco Loza (MEX) Daniel Jensen (NOR) | Equipo mixto            | —          | —          | 379.50     | Medalla de oro    |
| Vivían Barth (SUI) Rodrigo Diego (MEX)          | Equipo mixto            | —          | —          | 275.80     | 11                |

- Las medallas del equipo mixto no cuentan para el medallero de México, si no para el de Equipo mixto.

## Ecuestre
México clasificó un atleta para la disciplina de Ecuestre:
- Saltos Individual Masculino - 1 atleta

## Esgrima
| Atleta         | Evento        | Preliminar              | Siembra | Ronda de 16             | Cuartos de final        | Semifinal               | Final                   | Rank |
| Atleta         | Evento        | Contrincante Puntuación | Siembra | Contrincante Puntuación | Contrincante Puntuación | Contrincante Puntuación | Contrincante Puntuación | Rank |
| -------------- | ------------- | ----------------------- | ------- | ----------------------- | ----------------------- | ----------------------- | ----------------------- | ---- |
| Julieta Toledo | Sable femenil |                         |         |                         |                         |                         |                         |      |

Equipo Mixto
| Atletas            | Evento       | Ronda de 16             | Cuartos de final        | Semifinales             | Final                   | Rank |
| Atletas            | Evento       | Contrincante Puntuación | Contrincante Puntuación | Contrincante Puntuación | Contrincante Puntuación | Rank |
| ------------------ | ------------ | ----------------------- | ----------------------- | ----------------------- | ----------------------- | ---- |
| TBD Julieta Toledo | Equipo Mixto |                         |                         |                         |                         |      |

## Fútbol

### Femenil
| Equipo | Evento          | Fase de grupos | Fase de grupos | Semifinal | Final | Puesto |
| Equipo | Evento          | Grupo B        | Puesto         | Semifinal | Final | Puesto |
| --- | --------------- | -------------- | -------------- | --------- | ----- | ------ |
| - Mariana Maldonado - Montserrat Hernández - Joselyn Cázares - Alejandra Zaragoza - Vanessa Rodríguez - Ana Karen Saucedo - Kelsey Brann Hernández - Alma López - Vanessa Rodríguez - Elizabeth Anguiano - María Akemi Carreón - Paulina Gutiérrez - Vannya García - Daniela García - María del Carmen Acedo - Fernanda Delgado - Dulce Eileen Martínez - Jimena López | Torneo femenino | China P 0-2    | Q              |           |       |        |
| - Mariana Maldonado - Montserrat Hernández - Joselyn Cázares - Alejandra Zaragoza - Vanessa Rodríguez - Ana Karen Saucedo - Kelsey Brann Hernández - Alma López - Vanessa Rodríguez - Elizabeth Anguiano - María Akemi Carreón - Paulina Gutiérrez - Vannya García - Daniela García - María del Carmen Acedo - Fernanda Delgado - Dulce Eileen Martínez - Jimena López | Torneo femenino | Namibia G 9-0  | Q              |           |       |        |

Referencias
- G: Ganado
- E: Empatado
- P: Perdido

## Golf
Individual
| Atleta         | Evento  | Ronda 1 | Ronda 1 | Ronda 2 | Ronda 2 | Ronda 2 | Ronda 3 | Ronda 3 | Ronda 3 | Total | Total |
| Atleta         | Evento  | Score   | Rank    | Score   | Total   | Rank    | Score   | Total   | Rank    | Score | Rank  |
| -------------- | ------- | ------- | ------- | ------- | ------- | ------- | ------- | ------- | ------- | ----- | ----- |
| Aarón Terrazas | Varonil |         |         |         |         |         |         |         |         |       |       |
| María Fassi    | Femenil |         |         |         |         |         |         |         |         |       |       |

Equipo
| Atletas | Evento       | Ronda 1 | Ronda 1 | Ronda 2 | Ronda 2 | Ronda 2 | Ronda 3 | Ronda 3 | Ronda 3 | Ronda 3 | Total | Total |
| Atletas | Evento       | Score   | Rank    | Score   | Total   | Rank    | Boy     | Girl    | Total   | Rank    | Score | Rank  |
| ------- | ------------ | ------- | ------- | ------- | ------- | ------- | ------- | ------- | ------- | ------- | ----- | ----- |
|         | Equipo mixto |         |         |         |         |         |         |         |         |         |       |       |

## Gimnasia

### Gimnasia Artística
- All-around individual varonil - Patricio Razo
- All-around individual femenil - Stephanie Hernández

### Gianasia Rítmica
- All-around individual femenil - Edna García

### Gimnasia de Trampolín
- Individual varonil – Luis Loria
- Individual femenil – Karina Cantú

## Halterofilia
México clasificó 4 atletas para los eventos de Halterofilia:
- Evento Masculino - Oscar Rodríguez & Raúl Manríquez
- Evento Femenino - Ana Lilia Durán & Janet Gómez

## Hockey sobre pasto

### Equipo
- José Alan Hernández
- Irving Barush Chávez
- Miguel Ángel Othón Moreno
- José Jesús Montaño
- Daniel Rangel
- Iván Carballo
- Alejandro Méndez
- Agustín Valdez
- Reymundo Lemus

## Lucha
- Grecorromana varonil -42Kg - Emilio Pérez
- Estilo libre varonil -100Kg - Maximiliano García

## Natación
- Varonil 200 m pecho - Luis Jasso
- Varonil 800 m libre - Ricardo Vargas
- Femenil 400 m libre - Natalia Jaspeado
- Femenil 800 m libre - Ayumi Macías

## Pentlatón moderno
- Evento Masculino - Ricardo Vera[5]
- Evento Femenino - Martha Mariana Derrant

## Taekwondo
| Atleta         | Evento           | Ronda de 16            | Cuartos de final       | Semifinal              | Final                  | Lugar |
| Atleta         | Evento           | Contrincante Resultado | Contrincante Resultado | Contrincante Resultado | Contrincante Resultado | Lugar |
| -------------- | ---------------- | ---------------------- | ---------------------- | ---------------------- | ---------------------- | ----- |
| Rubén Nava     | Masculino -63 kg | Hou (TPE)              |                        |                        |                        |       |
| Brenda Lúa     | Femenino -44 kg  | -                      | Ozbek (AZE) P 9-9      | No clasificó           | No clasificó           | -     |
| Mitzi Carrillo | Femenino -49 kg  | Striner (SWE)          |                        |                        |                        |       |
| Ashley Arana   | Femenino +63 kg  | -                      |                        |                        |                        |       |

## Tenis
- Individuales femenil - Renata Zarazúa

## Tiro
- Varonil pistola de aire - Santos Valdés
- Femenil pistola de aire - Alejandra Cervantes
- Femenil rifle de aire - Lía Borgo

## Tiro con arco
México clasificó un atleta el evento masculino y otro en el femenino, según los resultados de la Copa Mundial de Tiro con arco Juvenil de 2013.
Individual
| Atleta       | Evento               | Ronda de clasificación | Ronda de clasificación | Dieciseisavos de final | Octavos de final | Cuartos de final | Semifinales   | Final/medalla de bronce | Rank |
| Atleta       | Evento               | Puntaje                | Siembra                | Rival Puntaje          | Rival Puntaje    | Rival Puntaje    | Rival Puntaje | Rival Puntaje           | Rank |
| ------------ | -------------------- | ---------------------- | ---------------------- | ---------------------- | ---------------- | ---------------- | ------------- | ----------------------- | ---- |
| Luis Tapia   | Individual masculino |                        |                        |                        |                  |                  |               |                         |      |
| Karina Cantú | Individual femenino  |                        |                        |                        |                  |                  |               |                         |      |

Equipo
| Atleta           | Evento       | Ronda de clasificación | Ronda de clasificación | Dieciseisavos | Octavos       | Cuartos       | Semifinales   | Final / Medalla de bronce | Rank |
| Atleta           | Evento       | Puntaje                | Siembra                | Rival Puntaje | Rival Puntaje | Rival Puntaje | Rival Puntaje | Rival Puntaje             | Rank |
| ---------------- | ------------ | ---------------------- | ---------------------- | ------------- | ------------- | ------------- | ------------- | ------------------------- | ---- |
| TBD Luis Tapia   | Equipo mixto |                        |                        |               |               |               |               |                           |      |
| TBD Karina Cantú | Equipo mixto |                        |                        |               |               |               |               |                           |      |

## Triatlón
- Evento masculino - Diego López
- Evento femenino - Jessica Romero

## Vela
| Atleta          | Evento             | Ronda | Ronda | Ronda | Ronda | Ronda | Ronda | Ronda | Ronda | Ronda | Ronda | Ronda | Puntuación Neta | Final Rank |
| Atleta          | Evento             | 1     | 2     | 3     | 4     | 5     | 6     | 7     | 8     | 9     | 10    | M*    | Puntuación Neta | Final Rank |
| --------------- | ------------------ | ----- | ----- | ----- | ----- | ----- | ----- | ----- | ----- | ----- | ----- | ----- | --------------- | ---------- |
| Paula Pelayo    | Femenil Byte CII   |       |       |       |       |       |       |       |       |       |       |       |                 |            |
| Mariana Aguilar | Femenil Techno 293 |       |       |       |       |       |       |       |       |       |       |       |                 |            |